# The Equals
The Equals war eine britische Popband, deren Song Baby, Come Back 1968 zu ihrem größten Hit wurde.

## Biografie
Die aus Jamaika stammenden Zwillinge Dervin (Derv) und Lincoln Gordon (* 29. Juni 1948) gründeten die Equals 1965 in London. Weitere Bandmitglieder waren Pat Lloyd (* 17. März 1948) und John Hall (* 25. Oktober 1946) aus London sowie der später als Solist erfolgreiche Eddy Grant (* 5. März 1948). Der Name der Band spielt darauf an, dass in ihr – in den 1960er Jahren noch ungewöhnlich – schwarze und weiße Musiker zusammen spielten.
1966 erhielt die Band einen Plattenvertrag. Die erste Single im selben Jahr war I Won’t Be There, die vor allem in den Niederlanden und Deutschland erfolgreich war. 1967 erschien mit Unequalled Equals (in Deutschland als Unequalled) die erste Langspielplatte, daraus im Juni 1967 die zweite Single Hold Me Closer, mit Baby, Come Back auf der B-Seite. Dieser Song fand besonders in Belgien und Holland derart Anklang, dass er 1968 erneut erschien (diesmal auf der A-Seite) und im Juli zum Nummer-eins-Hit in Großbritannien wurde. Weitere Hits waren z. B. I Get so Excited, Softly, Softly, Green Light und Viva Bobby Joe, die in Deutschland alle beim Plattenlabel „President“ erschienen.
1976 löste sich die Band auf. Der Revival-Boom zum Ende der 1980er-Jahre brachte jedoch auch The Equals zurück auf die Bühne. Die neue Besetzung bestand neben den Urmitgliedern Derv Gordon (Gesang) und Pat Lloyd (Bass) aus Ronnie Telemaque (Schlagzeug) und David Martin (Gitarre).

## Diskografie

### Alben
| Jahr | Titel             | Höchstplatzierung, Gesamtwochen/‑monate, AuszeichnungChartplatzierungen (Jahr, Titel, Platzierungen, Wochen/Monate, Auszeichnungen, Anmerkungen) | Höchstplatzierung, Gesamtwochen/‑monate, AuszeichnungChartplatzierungen (Jahr, Titel, Platzierungen, Wochen/Monate, Auszeichnungen, Anmerkungen) | Höchstplatzierung, Gesamtwochen/‑monate, AuszeichnungChartplatzierungen (Jahr, Titel, Platzierungen, Wochen/Monate, Auszeichnungen, Anmerkungen) | Höchstplatzierung, Gesamtwochen/‑monate, AuszeichnungChartplatzierungen (Jahr, Titel, Platzierungen, Wochen/Monate, Auszeichnungen, Anmerkungen) | Anmerkungen |
| Jahr | Titel             | DE | AT | UK | US | Anmerkungen |
| ---- | ----------------- | --- | --- | --- | --- | ----------- |
| 1967 | Unequalled Equals | DE36 (1 Mt.)DE | — | UK10 (9 Wo.)UK | — |             |
| 1968 | Equals Explosion  | — | — | UK32 (1 Wo.)UK | — |             |

grau schraffiert: keine Chartdaten aus diesem Jahr verfügbar
Weitere Alben
- 1968: Supreme
- 1968: Sensational
- 1969: Strike Again
- 1969: Viva the Equals
- 1970: At the Top
- 1973: Rock Around the Clock Vol. 1
- 1976: Born Ya!
- 1978: Mystic Syster
- 1989: The Equals

### Kompilationen
| Jahr | Titel                 | Höchstplatzierung, Gesamtwochen/‑monate, AuszeichnungChartplatzierungen (Jahr, Titel, Platzierungen, Wochen/Monate, Auszeichnungen, Anmerkungen) | Höchstplatzierung, Gesamtwochen/‑monate, AuszeichnungChartplatzierungen (Jahr, Titel, Platzierungen, Wochen/Monate, Auszeichnungen, Anmerkungen) | Höchstplatzierung, Gesamtwochen/‑monate, AuszeichnungChartplatzierungen (Jahr, Titel, Platzierungen, Wochen/Monate, Auszeichnungen, Anmerkungen) | Höchstplatzierung, Gesamtwochen/‑monate, AuszeichnungChartplatzierungen (Jahr, Titel, Platzierungen, Wochen/Monate, Auszeichnungen, Anmerkungen) | Anmerkungen |
| Jahr | Titel                 | DE | AT | UK | US | Anmerkungen |
| ---- | --------------------- | --- | --- | --- | --- | ----------- |
| 1969 | Equals’ Greatest Hits | DE23 (3 Mt.)DE | — | — | — |             |

grau schraffiert: keine Chartdaten aus diesem Jahr verfügbar
Weitere Kompilationen
- 1968: Baby Come Back
- 1968: The Best of the Equals
- 1969: Viva Bobby Joe
- 1970: The Equals
- 1970: Original Favorites
- 1971: Hit Collection (2 LPs)
- 1971: Black Skin Blue Eyed Boys
- 1975: Doin’ the 45’s
- 1976: The Equals Greatest Hits
- 1981: The Equals
- 1982: The Equals Featuring Eddie Grant (feat. Eddie Grant)
- 1983: The Equals
- 1984: 20 Greatest Hits
- 1991: Baby Come Back
- 1994: First Among Equals – The Greatest Hits (2 CDs)
- 1994: Baby Come Back
- 1996: Greatest Hits
- 1997: Equals Supreme & Sensational Equals

### Singles
| Jahr | Titel Album                                  | Höchstplatzierung, Gesamtwochen/‑monate, AuszeichnungChartplatzierungen (Jahr, Titel, Album, Platzierungen, Wochen/Monate, Auszeichnungen, Anmerkungen) | Höchstplatzierung, Gesamtwochen/‑monate, AuszeichnungChartplatzierungen (Jahr, Titel, Album, Platzierungen, Wochen/Monate, Auszeichnungen, Anmerkungen) | Höchstplatzierung, Gesamtwochen/‑monate, AuszeichnungChartplatzierungen (Jahr, Titel, Album, Platzierungen, Wochen/Monate, Auszeichnungen, Anmerkungen) | Höchstplatzierung, Gesamtwochen/‑monate, AuszeichnungChartplatzierungen (Jahr, Titel, Album, Platzierungen, Wochen/Monate, Auszeichnungen, Anmerkungen) | Anmerkungen                             |
| Jahr | Titel Album                                  | DE | AT | UK | US | Anmerkungen                             |
| ---- | -------------------------------------------- | --- | --- | --- | --- | --------------------------------------- |
| 1967 | I Won’t Be There Unequalled Equals           | DE39 (½ Mt.)DE | — | — | — | Erstveröffentlichung: 25. November 1966 |
| 1967 | Hold Me Closer Unequalled Equals             | — | — | — | — | Erstveröffentlichung: Juni 1967         |
| 1968 | Police on My Back Explosion                  | DE32 (1½ Mt.)DE | — | — | — | Erstveröffentlichung: Oktober 1967      |
| 1968 | I Get so Excited Sensational                 | DE28 (½ Mt.)DE | — | UK44 (4 Wo.)UK | — | Erstveröffentlichung: 2. Februar 1968   |
| 1968 | Baby, Come Back Unequalled Equals            | DE11 (3½ Mt.)DE | — | UK1 (18 Wo.)UK | US32 (9 Wo.)US | Erstveröffentlichung: 1. Mai 1968       |
| 1968 | Laurel and Hardy Sensational                 | — | — | UK35 (5 Wo.)UK | — | Erstveröffentlichung: 9. August 1968    |
| 1968 | Softly, Softly Supreme                       | DE6 (3 Mt.)DE | AT9 (1 Mt.)AT | UK48 (3 Wo.)UK | — | Erstveröffentlichung: 4. Oktober 1968   |
| 1969 | Michael and the Slipper Tree Strike Again    | DE7 (2½ Mt.)DE | — | UK24 (7 Wo.)UK | — | Erstveröffentlichung: 28. Februar 1969  |
| 1969 | Green Light Supreme                          | DE7 (2 Mt.)DE | — | — | — | Erstveröffentlichung: März 1969         |
| 1969 | Viva Bobby Joe Strike Again                  | DE12 (3 Mt.)DE | AT18 (2 Mt.)AT | UK6 (14 Wo.)UK | — | Erstveröffentlichung: 4. Juli 1969      |
| 1969 | Rub a Dub Dub At The Top                     | DE4 (3 Mt.)DE | AT16 (1 Mt.)AT | UK34 (7 Wo.)UK | — | Erstveröffentlichung: Dezember 1969     |
| 1970 | Soul Brother Clifford At The Top             | DE14 (3 Mt.)DE | AT8 (2 Mt.)AT | — | — | Erstveröffentlichung: April 1970        |
| 1970 | I Can See, but You Don’t Know At The Top     | DE22 (1 Mt.)DE | AT20 (1 Mt.)AT | — | — | Erstveröffentlichung: 26. Juni 1970     |
| 1970 | Let’s Go to the Moon Strike Again            | DE38 (½ Mt.)DE | AT16 (½ Mt.)AT | — | — | Erstveröffentlichung: Oktober 1970      |
| 1970 | Black Skin Blue Eyed Boys Original Favorites | DE35 (1 Mt.)DE | — | UK9 (11 Wo.)UK | — | Erstveröffentlichung: Dezember 1970     |
| 1971 | Help Me Simone                               | DE49 (1 Wo.)DE | — | — | — | Erstveröffentlichung: Juni 1971         |

Weitere Singles
- 06.1967: Hold Me Closer
- 10.1967: Give Love a Try
- 04.1968: Giddy Up a Ding Dong
- 11.1971: Funky Funky
- 03.1972: Stand Up and Be Counted
- 04.1972: I Can’t Let You Go
- 05.1972: Have I the Right
- 08.1973: Honey Bee/Put Some Rock & Roll in Your Soul
- 11.1973: Diversion
- 05.1974: Hang Up My Rock & Roll Shoes
- 05.1975: Georgetown Girl (Yes I)
- 06.1976: Kaywana Sunshine Girl
- 07.1976: Funky Like a Train
- 06.1977: Beautiful Clown
- 06.1977: Irma la douce/Ire Harry
- 02.1978: Red Dog
- 07.1983: No Place To Go

### EPs
- 04.1968: I Get so Excited / The Skies Above / I Want Be Three / Baby, Come Back
- 1976: Equals Party
- 07.1979: Black Skin Blue Eyed Boys / Viva Bobby Joe / Baby Come Back / Michael and the Slippertree